# Noersoeltan Nazarbajev
Noersoeltan Abisjevitsj Nazarbajev (Kazachs: Nursultan Ábishuly Nazarbaev, Russisch: Нурсултан Абишевич Назарбаев; Noersoeltan Abisjevitsj Nazarbajev) (Chemolgan, 6 juli 1940) was tussen 1991 en 2019 president van Kazachstan.

## Levensloop

### Vroege jaren
Nazarbajev werd geboren in de buurt van Alma-Ata. Zijn vader werkte voor een welvarende boerenfamilie tot hun land werd geconfisqueerd door Sovjetleider Jozef Stalin. Het gezin-Nazarbajev trok vervolgens de bergen in en koos voor een nomadische levensstijl. Aan het einde van de Tweede Wereldoorlog ging het gezin weer in Chemolgan wonen, waar Nazarbajev Russisch leerde. Hij werd vervolgens naar een kostschool in Kaskelen gestuurd. Na het afronden van zijn studie ging Nazarbajev in een staalfabriek werken. Hij werd in 1962 lid van de Communistische Partij. Hij vervolgde zijn studie aan het Karaganda Polytechnisch Instituut.

### Premier van de Kazachse Autonome Socialistische Sovjetrepubliek
Nazarbajev vervolgde zijn mars door de communistische instituten en werd in 1984 benoemd tot premier van de Kazachse Socialistische Sovjetrepubliek. Hij was verantwoording schuldig aan Dinmukhamed Kunaev, de eerste secretaris van de Kazachse Communistische Partij. Nazarbajev bekritiseerde in januari 1986 openlijk Kunaevs broer, omdat die een overheidsdepartement niet voldoende had hervormd. Kunaev trok zich de kritiek op zijn broer persoonlijk aan en eiste in Moskou Nazarbajevs ontslag. Nazarbajevs supporters maakten zich echter hard voor Kunaevs ontslag. Sovjet-leider Michail Gorbatsjov verving Kunaev voor Gennady Koblin. Koblin was echter van Russische komaf en had daarom weinig gezag in Kazachstan. Nazarbajev volgde hem in juni 1989 op als regionaal partijleider.
Nazarbajev schaarde zich in augustus 1991 achter de Russische president Boris Jeltsin bij het neerslaan van de Augustusstaatsgreep in Moskou. Gorbatsjov bood Nazarbajev vervolgens het vicepresidentschap van de Sovjet-Unie aan, een aanbod waarvoor hij bedankte. Na de mislukte staatsgreep begon de Sovjet-Unie uit elkaar te vallen. Nazarbajev maakte zich er hard voor om de economische banden met Rusland goed te houden. Bij de eerste presidentsverkiezingen die op 1 december 1993 werden gehouden stond Nazarbajev als enige naam op het stembiljet. Hij haalde 91.5% van de stemmen. Op 21 december 1993 riep hij de Kazachse onafhankelijkheid uit.

### President van Kazachstan
Nazarbajev staat bekend als een absoluut heerser, al zijn er oppositiepartijen aanwezig. Hij stelt persoonlijk alle akims (burgemeesters en gouverneurs) aan. Politiek probeert hij een koers te varen richting de westerse wereld, zonder daarbij tegen Rusland in te gaan. Hij heeft de olievelden in Kazachstan (waarvan de grootste Tengiz en Kashagan) voor Amerikaanse en andere westerse oliemaatschappijen geopend. In eigen land probeert hij een kapitalistisch systeem te bouwen, waarbij hij een eenpartijstelsel heeft ingeruild voor een parlement met een bevriende oppositie.
Dankzij het vele oliegeld en de bijbehorende investeringen gaat het de Kazachen economisch redelijk voor de wind en daar krijgt de president steun voor. Hij wordt ook beschuldigd van fraude en het wegsluizen van staatsgeld naar Zwitserse bankrekeningen van hem en andere personen binnen de overheid.
Hij verplaatste de hoofdstad van Kazachstan van Almaty naar Astana om verschillende redenen. Zo zou de macht van het land naar een centraler punt verplaatst worden; de vroegere hoofdstad Almaty ligt vlak bij de grenzen met Kirgizië en China. In deze hoofdstad liet Nazarbajev een complex bouwen dat een gemeenschappelijk religieus oord vormt voor de twaalf belangrijkste religies van Kazachstan. Bij de presidentsverkiezingen van 3 april 2011 werd hij met een meerderheid van 95% herkozen. Oppositieleiders van naam hadden zich net als bij vorige gelegenheden niet kandidaat gesteld. Op 19 maart 2019 kondigde hij op televisie zijn aftreden aan, dat de volgende dag effectief werd. Meteen na zijn aftreden keurde het Kazachse parlement een naamswijziging van de hoofdstad Astana naar Noersoeltan goed, ter ere van Nazarbajev. De naamswijziging werd in september 2022 teruggedraaid.

### Leider van de Natie
Speciaal voor Nazarbajev werd na zijn aftreden de functie Leider van de Natie gecreëerd. Dat betekende onder andere dat hij niet vervolgd kon worden en wie Nazarbajev beledigde kans liep op een celstraf van maximaal vijf jaar. Voor iedere belangrijke beslissing moest zijn opvolger bovendien toestemming vragen aan Nazarbajev.
In januari 2022 ontnam Tokajev van Nazarbajev de titel Leider van de Natie. Hij deed dat naar aanleiding van rellen die uitbraken nadat de lpg-prijs verdubbelde toen de maximumprijs werd losgelaten. Tokajev hoopte op die manier tegemoet te komen aan de wensen van de opstandelingen. Bij een wijziging van de grondwet in juni 2022 kwam een einde aan de politieke invloed en privileges, zoals immuniteit, van Nazarbajev. De naamwijziging van de hoofdstad ter ere van Nazarbajev werd in september 2022 teruggedraaid.

## Persoonlijk
Hij is getrouwd met Sara Nazarbajeva. Ze hebben drie dochters, onder wie Dariga Nazarbajeva, voormalig voorzitter van de Kazachse senaat.

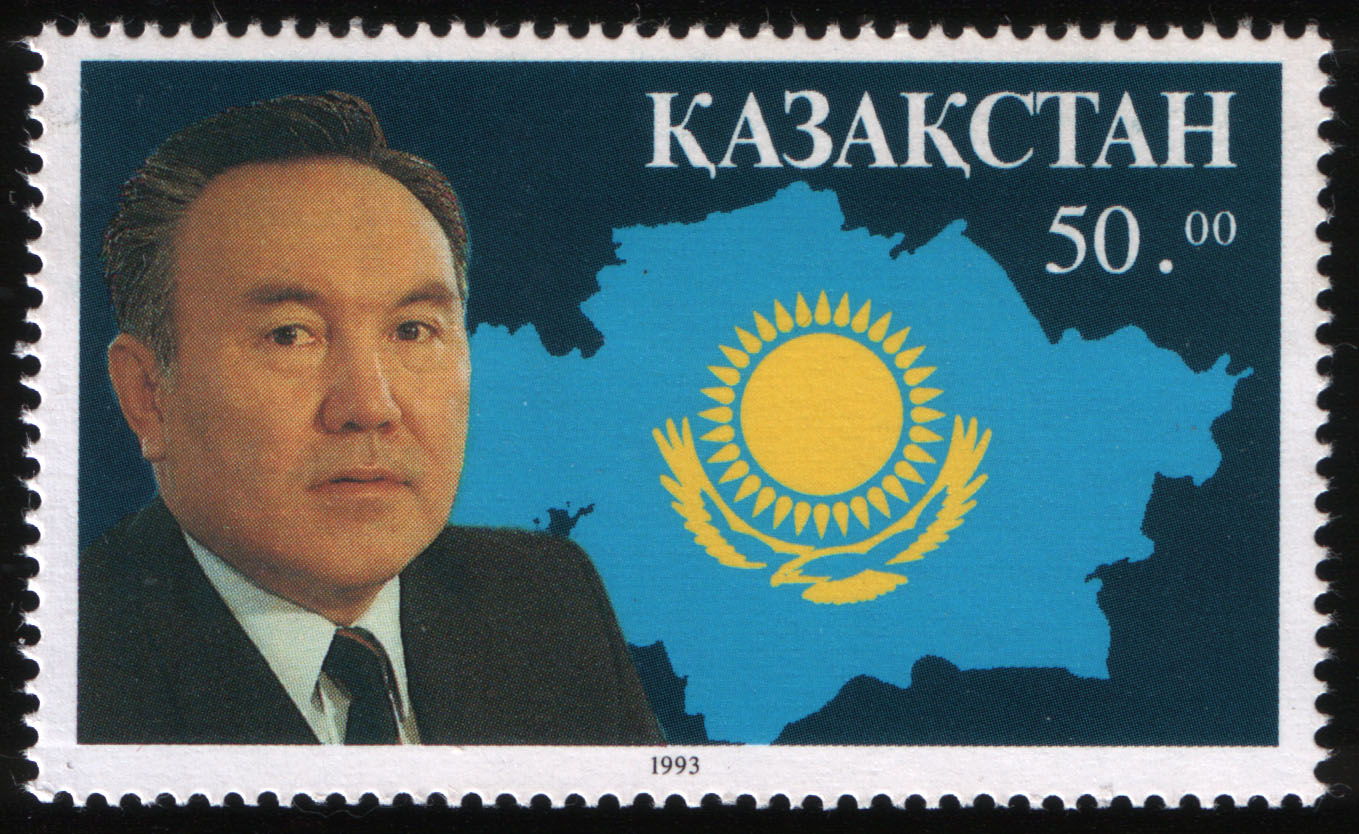
Nazarbajev op een Kazachse postzegel van 50 tenge